# ジェローム・ゲ
ジェローム・ゲ（Jérôme Gay、1975年2月9日 - ）はフランス、オート＝サヴォワ県Cluses出身の元スキージャンプ選手。1992年から2000年に国際試合などで活躍、冬季オリンピックに2度出場した。

## プロフィール
ゲは16歳で自国開催のアルベールビルオリンピック代表に抜擢され、ノーマルヒル43位、ラージヒル54位、団体10位の成績を残した。
スキージャンプ・ワールドカップには翌1992-1993年にデビュー、1993年1月31日のフライングでは7位になった。1993年ノルディックスキー世界選手権ではノーマルヒル42位、ラージヒル39位、ニコラ・ジャン＝プロスト、ディディエ・モラール、ステブ・デローと組んだ団体戦で4位となった。
1995年ノルディックスキー世界選手権ではノーマルヒル7位、ニコラ・ジャン＝プロスト、ディディエ・モラール、ルカ・シェバリエと組んだ団体戦で2大会連続の4位となった。
1998年の長野オリンピックに2大会ぶりに出場しノーマルヒル37位、ラージヒル21位となった。
1999年11月28日、クオピオのラージヒルで自己最高の5位に入賞、このシーズンのスキーフライング世界選手権（ノルウェー、ヴィケルスン）で44位となったのを最後に現役引退した。